# 桑原一世
桑原一世（桑原一世，くわばら　いしよ，1946年—2006年），日本作家，1987年以《クロス・ロード》獲昂文學賞。
桑原一世著有《クロス・ロード》（Crossroad，十字路口）與《最後の王様》等集英社出版作品，以及〈春子さんの夢〉、〈月の王国〉短篇小說。